# 판스워스 교수
휴버트 J. 판스워스 교수(Professor Hubert J. Farnsworth, 보통 간단하게 판스워스 교수)는 미국의 애니메이션 퓨처라마에 등장하는 등장인물이며 빌리 웨스트가 목소리를 맡았다. 판스워스 교수는 플래닛 익스프레스의 경영자이며, 필립 J. 프라이의 32대 손이다.

## 판스워드 교수의 간단한 연혁
작중의 판스워드 교수는 매드 사이언티스트다. 퓨처라마의 제작진은 판스워스 교수의 이름을 전자식 텔레비전을 발명한 필로 판스워스(Philo Farnsworth)의 성과, 시리즈 초기의 작가인 에릭 카플란이 예전에 공부했던 캘리포니아 대학교의 철학교수인 휴버트 드레퓌스에서 따왔다고 한다. 판스워스 교수는 늙고, 도덕관념이 존재하지 않으며, 혼란스러운 면도 있으며, 최후의 날 기계라든가 원자 슈퍼맨등을 만들어 내는 예측할 수 없는 노인이다. 판스워스 교수는 자신이 발명한 발명품으로 인해 최소한 하나의 평행우주를 위험에 빠트렸으며, 평행우주를 12개이상 만들기도 하였다.
판스워스 교수는 화성 대학교의 전임교수이며, 또한 맘의 회사에서 몇년동안 일하기도 하였다. 그러나 대부분의 시간을 이상한 기계를 발명하거나 그의 회사 직원들을 자살 행위로 몰아넣는 일을 하고 있다. 맘의 회사에서 일할 때 판스워스 교수는 맘과 사랑에 빠졌으나, 그녀와의 입장차이로 인하여 회사를 관두게 된다. 판스워스 교수의 전공분야는 정확하게 밝혀진 것이 없으며, 여러 에피소드에서 판스워스 교수는 다양한 과학적인 지식을 갖고 있는 것으로 보인다. 화성대학교에서 판스워스 교수는 양자 뉴트리오 부문에 대한 수학강좌를 가르치지만, 학생들이 절대로 수강하지 않도록 과목의 이름을 어렵게 만든다.
처음에 판스워스 교수는 프라이의 오래된(30대까지 내려오는) 사촌이자 자손이어서 20세기의 필립 J. 프라이의 형인 얀시 프라이의 손자의 후손으로 보였으나, 프라이가 자신의 할아버지가 되는 상황이 발생했기 때문에, 판스워스 교수는 프라이의 직접적인 후손이 되었다. 판스워스 교수는 안경을 벗는 모습이 보이지 않으나, Morther's Day 에피소드에서 판스워드 교수는 백내장을 가지고 있는 것처럼 보인다.

## 특성
판스워드 교수는 그의 유행어인 "Good News, Everyone"을 가지고 있다. 이 말은 매우 나쁜 소식이거나 혹은 자살 임무를 안내하는 것일수 있으며, 몇몇 상황에서는 바뀌기도 한다. 이 말이 좋은 뜻이 아닐수 있음에 대해서 교수는 인정하고 있다. 다른 감탄사론, "Sweet Zombie Jesus!"가 있으며, 교수가 방심한 상황이거나, 작품에 대한 다른 사람의 질문에 대한 답변으로 "Wha?"라 답변하기도 한다. 판스워스 교수는 브리핑하는 상황에 종종 서로 모순된 진술을 한다. 예를 들어, Duh-Vinci Code 에피소드에서 교수는 자신이 아킬레스의 뒷꿈치를 사지 못한 이유가 자신이 먼저 샀기 때문이라고 말하는 것을 볼 수 있다.
판스워스 박사는 또한 여러개의 최후의 날 기계를 만들었으며, 시간이 건너뜀을 막기 위해서 성운을 폭파 시키기도 하였으며, 벤더의 에너지원으로 사용되기도 하였다.

## 나이와 죽음
판스워스 교수는 병안에 들어있는 머리와, 냉동된 인간을 제외하곤 지구에서 살고 있는 가장 나이많은 사람중 한명이다. Teenage Mutant Leela's Hurdles 에피소드에서 그의 나이는 161세로 나오게 된다. 그의 클론인 큐버트 판스워스는 플래닛 익스프레스를 자기 손에 넣을때, 교수가 탈세를 위해서 법적으로 죽었다고 주장하였다. 교수는 "공원 도랑에서 자고 있었는데, 그들이 날 죽은걸로 쳤다고"주장하였다. Bender's Game 에피소드에선 165살로 나온다.

## 인간관계
판스워스 교수는 배달원의 안전에 대해 별로 중요하게 생각하지 않으며, 첫 번째 에피소드에서 새로운 배달원들이 예전 배달원들이 어찌 되었는지 물어볼때 교수는 "오 그 불쌍한 사람들... 그러나 그건 별로 중요하지 않아요! 중요한건 난 새로운 배달원이 필요했다는 거지!"라고 말한다. 교수는 종종 다른 배달회사에선 절대로 하지 않을 일에 그의 배달원들을 투입시킨다. 예를 들어 마피아가 지배하는 세계에 소환장을 배달해준다던가, 사람을 죽이는 로봇이 점령한 행성에 소포를 배달한다든지 말이다. 플래닛 익스프레스의 슬로건은 다음과 같다. "우리 배달원들은 바꿀수 있지만, 당신의 화물은 그렇지 않습니다"
또한 회사원들을 자신의 내장이라든가 혈액 대체품으로 생각하는 경향이 있다. 에이미 왕을 계속 인턴으로 붙잡아 두는건 그와 같은 혈액형이기 때문이며, 허미스 콘라드가 자살하려고 하던 에피소드에선 자살 하더라도 간엔 피해를 입히지 말라고 하며, 투랑가 릴라가 기절한 에피소드에선 장기를 적출하려고 통을 들고 오기까지 했다.
판스워스 교수는 맘의 애인이자 고용인이었으나, 두사람간의 의견차로 인해서 깨지게 된다. 한 에피소드에서 잠시 합쳐졌다가 다시 또 깨지게 된다. Bender's Game 에피소드에서 교수는 제일 싫어하는 맘의 아들인 이그너의 생부라는 것을 알게 된다.

## 재정
판스워스 교수는 실험비를 충당하려고 회사를 차렸지만, 정작 회사는 파산위기이다. 왜냐하면 배달부인 프라이와 릴라, 벤더가 개인적 사정이라든가 너무 위험한 곳이던가, 아님 지루하다든가 해서 짐을 버리고 오는 경우가 있기 때문이다. 이런 재난과 회사가 파산위기임에도 불구하고 교수는 여전히 그가 실험을 계속 하며, 실험으로 망가진 것들에 대한 비용을 지불하고 있다. 교수는 고급 식당에 가서 밥을 먹거나 황금으로 기계를 만드는 등으로 볼때 어마어마한 재산이 있는 것으로 보인다.

## 수상
판스워스 교수는 시리즈에서 중요한 발명품으로 선구자가 되곤 하는데, 모든 근대식 로봇을 디자인하였으며, 암흑 물질을 우주선 연료로 만들기도 한다. 판스워스 교수는 지구 온난화와 리처드 닉슨의 악한 계획을 저지해서 받은 오염 메달(메달에서 연기가 나온다)을 받기도 하였으며, 뉴뉴욕을 쓰레기 유성으로부터 구하여 발명가 협회로부터 상을 받기도 하였다. 또한 판스워스 교수의 제자이자 라이벌인 오그던 원스트롬은 판스워스 교수가 필즈 메달을 수상하였다고 한다. 그러나 Duh-Vinci Code와 The Prisoner of Benda의 수학적인 부분에서는 끙끙대는 모습을 보여준다.

## 같이 보기
- 필립 J. 프라이